# William H. Hutchins
William H Hutchins, hornmusikant i Frälsningsarmén i England på 1880-talet, från 1890-talet predikant och söndagsskollärare i Metodistkyrkan samt sångförfattare.

## Sånger
- Nu vid ditt kors jag böjer mig i lydnad för ditt bud